# Royal Bank of Canada
Royal Bank of Canada (RBC Banque royale du Canada) er en canadisk multinational bank. De har 17 mio. kunder og 89.000 ansatte. Virksomheden blev etableret i 1864 i Halifax og har i dag hovedkontor i Toronto og Montreal.